# Peter Žiga
Peter Žiga (ur. 27 lipca 1972 w Koszycach) – słowacki polityk i ekonomista, parlamentarzysta, w latach 2012–2016 minister środowiska, od 2016 do 2020 minister gospodarki.

## Życiorys
W 1990 ukończył szkołę średnią Gymnázium Šrobárova 46 w Koszycach, a w 1995 studia na mieszczącym się w tym mieście wydziale zarządzania Uniwersytetu Ekonomicznego w Bratysławie. W 2009 obronił dysertację na Uniwersytecie Technicznym w Koszycach. Pracował na stanowiskach dyrektorskich, menedżerskich i doradczych w różnych przedsiębiorstwach.
Zaangażował się w działalność polityczną w ramach partii SMER. W 2006, 2010, 2012, 2016 i 2020 wybierany na posła do Rady Narodowej.
Od 2006 do 2010 był sekretarzem stanu w ministerstwie gospodarki w pierwszym rządzie Roberta Ficy. Gdy w kwietniu 2012 lider SMER-u formował swój drugi gabinet, nominował Petera Žigę na stanowisko ministra środowiska. W powołanym w marcu 2016 trzecim rządzie tegoż premiera powierzono mu natomiast funkcję ministra gospodarki. Pozostał na tym stanowisku również w utworzonym w marcu 2018 gabinecie Petera Pellegriniego. Zakończył urzędowanie w marcu 2020. W czerwcu tegoż roku opuścił partię SMER wraz z grupą stronników Petera Pellegriniego. Współtworzył następnie wraz z nim nową formację pod nazwą Głos – Socjalna Demokracja. Z jej ramienia w 2023 z powodzeniem ubiegał się o poselską reelekcję.
W kwietniu 2024, po wyborze Petera Pellegriniego na urząd prezydenta, został tymczasowym przewodniczącym Rady Narodowej. Obowiązki te wykonywał do marca 2025, kiedy to po ponad 11 miesiącach na nowego przewodniczącego parlamentu wybrano Richarda Rašiego.